# Hola folkhögskola
Hola folkhögskola är belägen i Prästmon, Kramfors kommun vid Ångermanälven, cirka 25 kilometer norr om Kramfors. 
Folkhögskolan har Region Västernorrland som huvudman. Hola har internat, och kultur, miljö och hälsa som utbildningsprofil. Skolan är även Region Västernorrlands kursgård, och kan nås via tåg till stationen Västeraspby eller Höga Kustens flygplats, belägna omkring en halvmil söder om folkhögskolan. Skolan är religiöst och politiskt obunden.

## Historia
Hola folkhögskola är en av Sveriges äldsta folkhögskolor, och grundades av Johan Sandler 1896, eftersom han ansåg att ungdomar i trakterna saknade kunskap för att kunna ta över samhället efter de äldre. Skolan var en av de första i landet där pojkar och flickor undervisades tillsammans.